# Trockenmaß
Als Trockenmaß bezeichnet man Hohlmaße, die zum Messen von trockenen Stoffen wie Getreide, Kalk etc. verwendet wurden, im Gegensatz zu Flüssigkeitsmaßen, also Hohlmaßen, mit denen das Volumen von Flüssigkeiten gemessen wurden. Heute wird in der Regel nicht mehr zwischen Trockenmaß und Flüssigkeitsmaß unterschieden.
Früher wurden für verschiedene Stoffe auch noch oft verschiedene Trockenmaße verwendet.
Ein verbreitetes Trockenmaß in Deutschland war z. B. das Malter.
Die Größe des Malters und der anderen Maße unterschieden sich zusätzlich von Ort zu Ort.

## Speyerer Malter und andere Trockenmaße
Das Malter betrug z. B. im Maßsystem von Speyer für schwere oder glatte Frucht um 1802 ca. 128 heutige Liter. Unterteilt war es für schwere und glatte Frucht in 4 Viernzel = 8 Simmer = 32 Immel = 128 Seßling oder Mäßlein.
Bei leichter und rauer Frucht hatte ein Malter im gleichen Jahr 1802 dagegen ca. 144 heutige Liter. 
Dieses Malter hatte dann 9 Simmer = 36 Immel = 144 Seßling.
Handelte es sich dagegen um Kalk, hatte ein Malter wieder 128 Liter. Ein Malter entsprach 5 Schubkarren = 20 Kübel. Vier Malter waren eine Mutte.
Wieder andere Bezeichnungen und Unterteilungen wurden für Salz verwendet. Für eine Einheit von 128 Liter wurde die Bezeichnung Sack verwendet. Ein Salzfass entsprach 3,5 Säcken, ein Hut 2 Säcken.
216 Säcke waren ein Hundert Salz oder 24 Fardel oder 108 Hut.
Holz wurde in Klafter (6 Fuß Höhe, 6 Fuß Breite und 3,5 Fuß Tiefe, also 126 Kubikfuß) gemessen (ein Fuß = 28,8 cm).

## Einzelnachweis
1. ↑  Fritz Klotz: Speyer Kleine Stadtgeschichte. Bezirksgruppe Speyer des Historischen Vereins der Pfalz, 1971, 4. erw. Auflage, Seiten 66/67.